# Ясский национальный театр имени Василе Александри

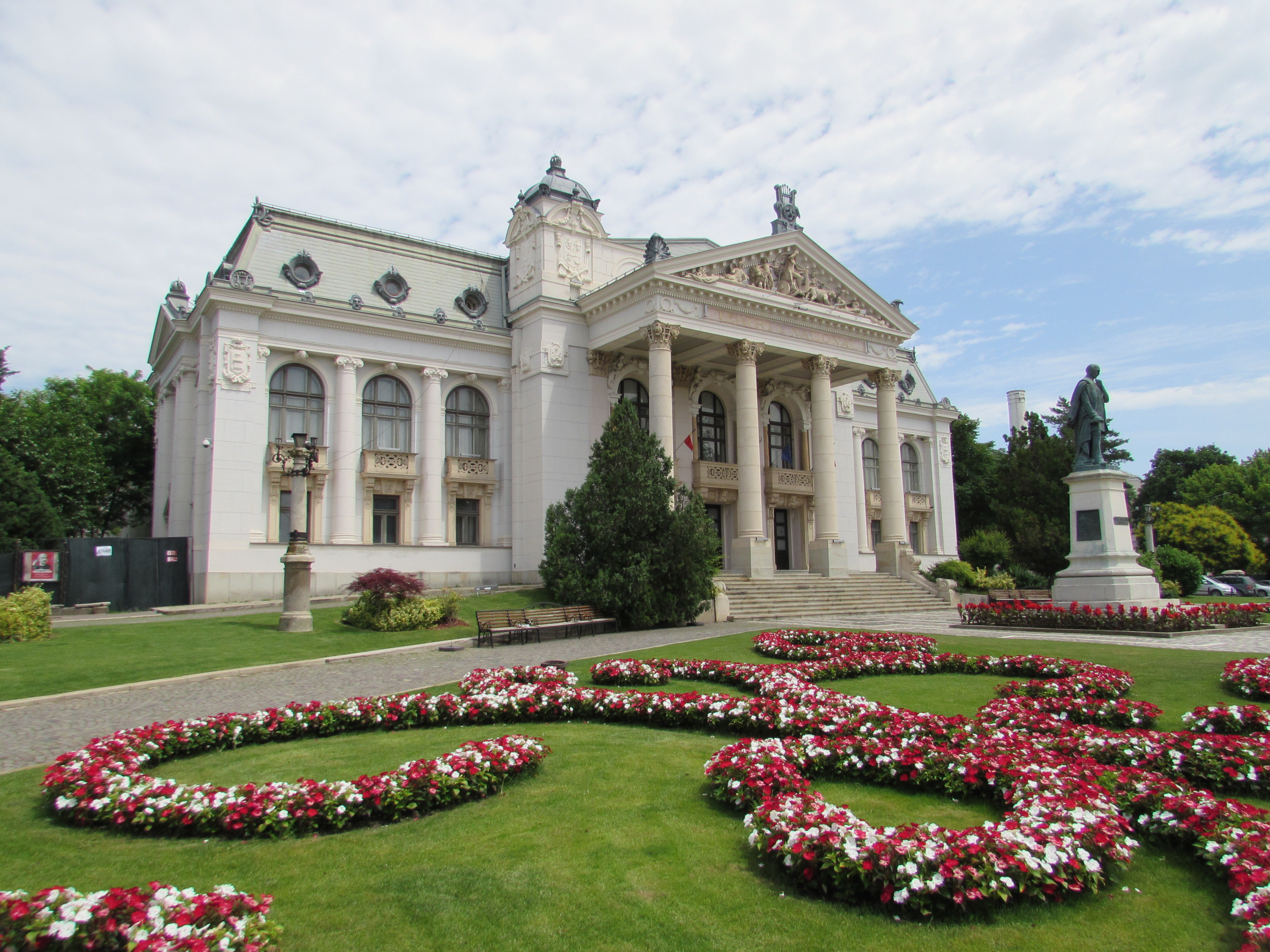
Ясский национальный театр имени Василий Александри

Ясский национальный театр имени Василий Александри (рум. Teatrul Național „Vasile Alecsandri” din Iași) — старейшее в Румынии театральное учреждение, старейший национальный театр Румынии. Один из самых престижных театров Румынии.

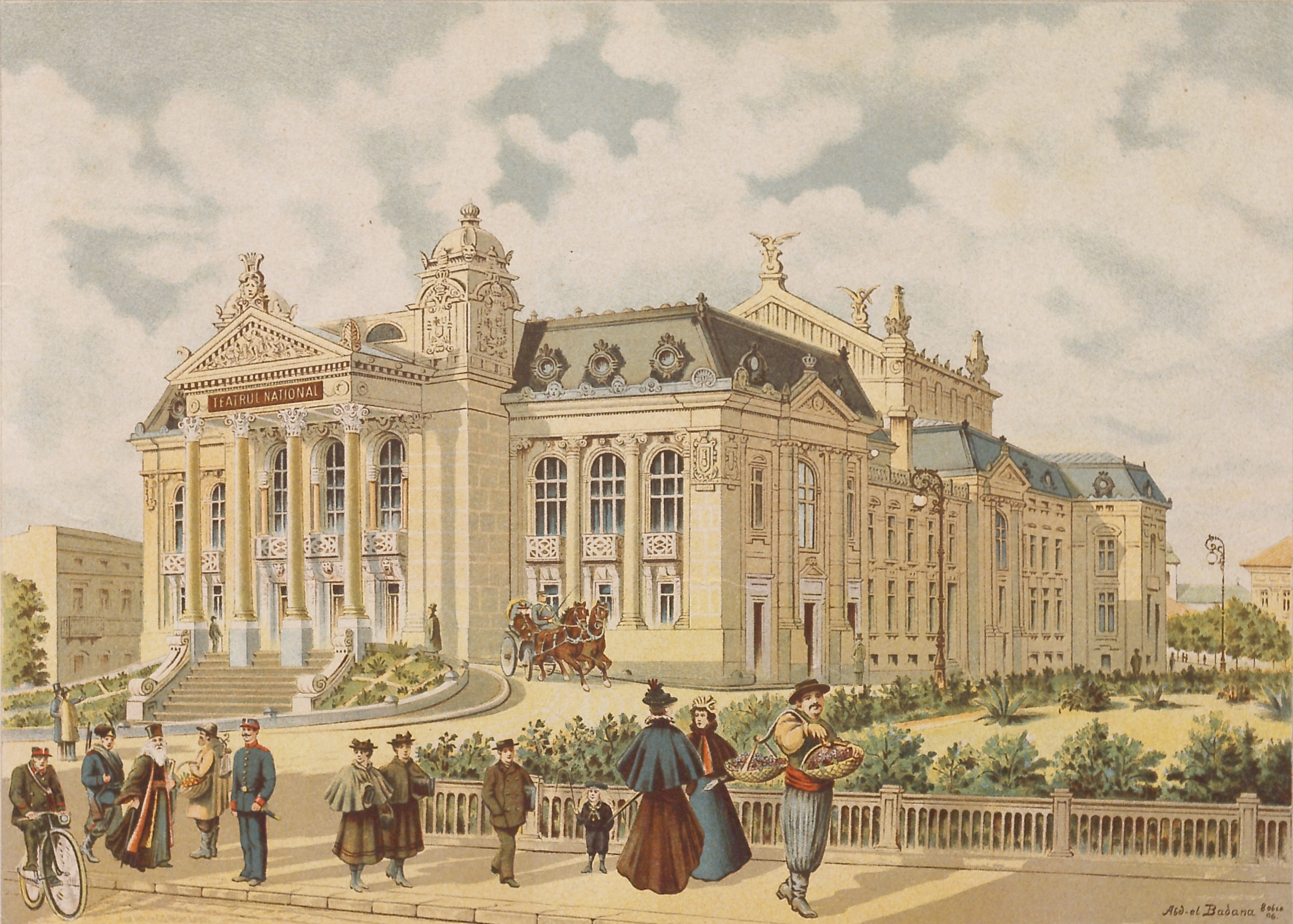
Ясский национальный театр в 1896 г.

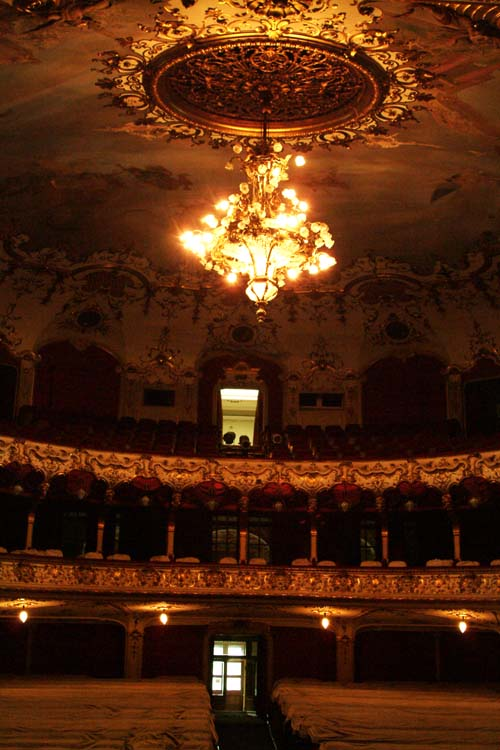
Главный зрительный зал

Основан в 1840 году, как Большой театр Молдавии, по инициативе Константина Негруцци, Василе Александри и Михаила Когэлничану.

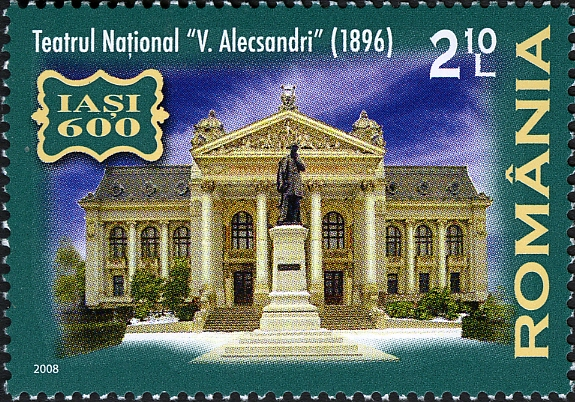
Ясский национальный театр имени Василий Александри на почтовой марке Румынии. 2008

Расположен в г. Яссы в здании, построенном по проекту архитектурного бюро Фельнер & Гельмер в стиле барокко и рококо. Здание Национального театра в Яссах внесено в Список исторических памятников страны. Современное здание театра было торжественно открыто 1 декабря 1896 года.
В 1956 года театру было присвоено имя драматурга Василе Александри .

## Архитектура
Здание с неоклассическим фасадом и богато декорированным интерьером в стилях рококо и барокко считается одним из самых элегантных в Румынии.
Главный зрительный зал состоит из партера, лож и балкона. Занавес, нарисованный художником из Вены М. Ленцем, представляет в центре аллегорию жизни с её тремя этапами, а с правой стороны — аллегорию объединения Румынии. Левая сторона, нарисованная учеником Ленца, отличается от остальной части занавеса стилем и расцветкой.
Потолок и занавес расписал Александр Гольц. Занавес, полностью отделяющий сцену от зала, демонстрирует симметрично размещенные орнаменты, а потолок изображает основы истории, представленной в райских аллегориях, с нимфами и амурами, обрамленными лепниной в стиле рококо.
1418 электрических ламп и люстра со 109 венецианскими хрустальными лампами освещают театр с уникальной архитектурной индивидуальностью.